# Sidzina
Cet article concerne la localité de Bystra-Sidzina. Pour celle d'Opole, voir Sidzina (Opole).
Sidzina est une localité polonaise de la gmina de Bystra-Sidzina, située dans le powiat de Sucha en voïvodie de Petite-Pologne.